# Naomi A'asa
Naomi Matauanaeta A'asa (* 8. Februar 2000 in Pago Pago) ist eine amerikanisch-samoanische Beachhandballspielerin.

## Karriere
Naomi A'asa startet für die CaBoom Athletic Club of Ili'ili. Die Flügelspielerin gehört zur Gründergeneration des Handballs, insbesondere des Beachhandballs, in Amerikanisch-Samoa. Zum Handball kam sie, die eigentlich Fußball spielte, über ihre Freundinnen, die Töchter des amerikanisch-samoanischen Nationaltrainers Carl Sagapolutele Floor, Danielle und Stephanie Floor. Sie gehörte zum Kader ihres Verbandes, der bei den U-17-Ozeanienmeisterschaften im Beachhandball gegen das favorisierte australische Team den Titel gewann und sich damit für die Olympischen Jugend-Sommerspiele 2018 qualifizierte. Auch in Buenos Aires gehörte A'asa zum Kader, der den elften Platz belegte. Für 2018 wurde sie vom NOK Amerikanisch-Samoas zur Juniorensportlerin des Jahres in Amerikanisch-Samoa gewählt.

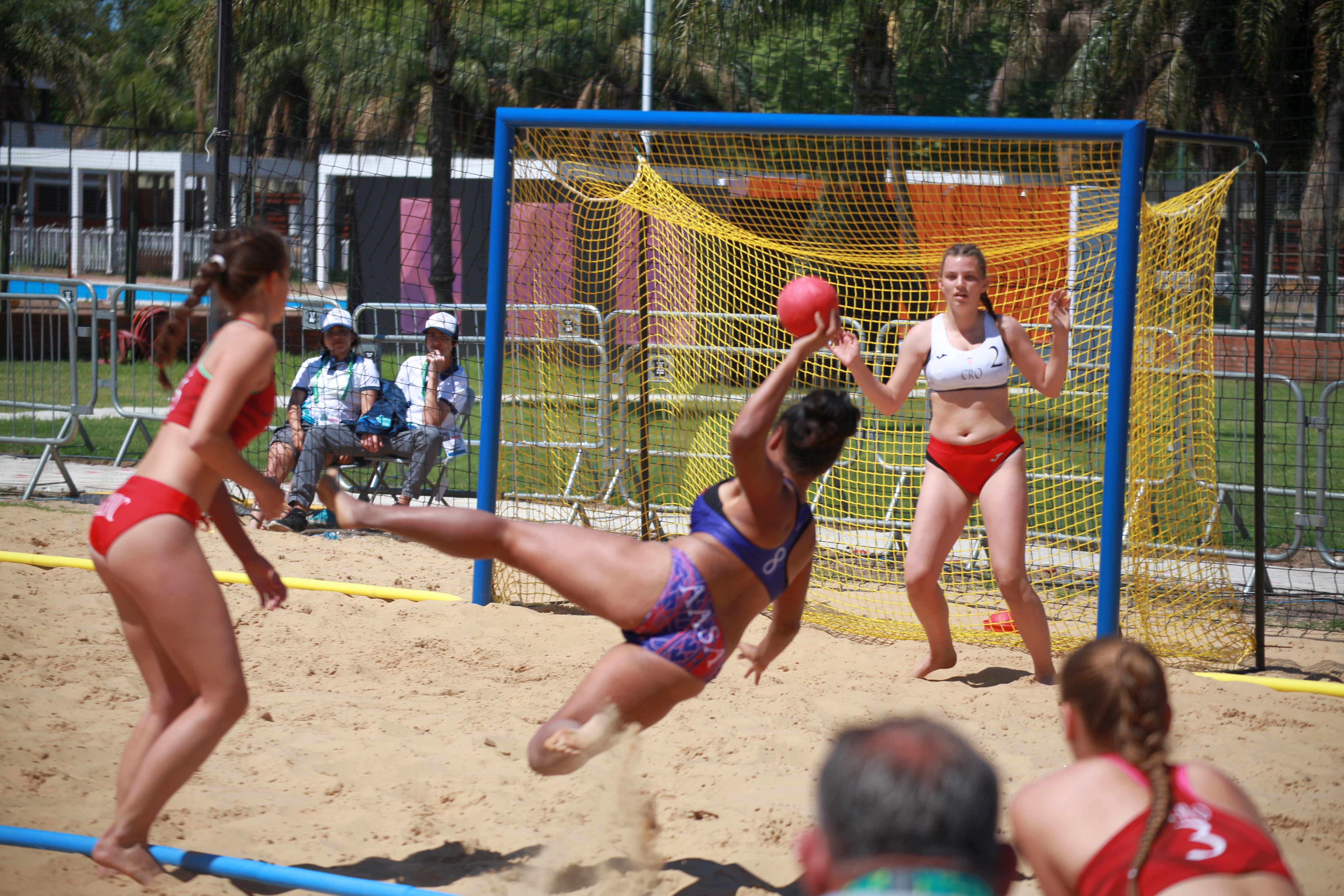
Naomi A'asa beim Wurf gegen Kroatien in der Vorrunde der Olympischen Jugendspiele 2018

Im Jahr darauf gehörte A'asa zur A-Nationalmannschaft Amerikanisch-Samoas. Bei den kontinentalen Meisterschaften Ozeaniens 2019 und den parallel ausgetragenen Australischen Meisterschaften, bei denen die Mannschaft aus Amerikanisch-Samoa als Vereinsmannschaft antrat, gewann das Team in beiden Wettbewerben die Silbermedaillen. Im Rahmen der kontinentalen Meisterschaften musste sich die Mannschaft von Amerikanisch-Samoa einzig Australien geschlagen geben und gewann nicht nur gegen die Vertretung der Cookinseln, sondern auch die Mannschaft Neuseelands. Schon 2018 gewann sie mit der Nationalmannschaft Amerikanisch-Samoas gegen Australien Silber bei den Ozeanienmeisterschaften.
Seit September 2019 ist A'asa zusätzlich gemeinsam mit Philomena Tofaeono Trainerin der neu gegründeten U15-Mädchen-Beachhandball-Nationalmannschaft ihres Verbandes, sowie die Cheftrainerin der U-16-Nationalmannschaft. Hier wird sie vom A-Nationaltrainer Carl Floor unterstützt, sie ist ihrerseits seine Co-Trainerin bei den U-16-Jungen und in der Saison 2022/23 bei der männlichen U-18-Hallenhandball-Nationalmannschaft. Zudem gehört sie dem Board of Directors at the ASHA an. A'asa ist zudem Level-1 geprüfte Beachhandball-Schiedsrichterin sowie geprüfte Level-1-Trainerin für Hallenhandball.

## Einzelbelege
1. ↑  U17 Beach Handball Boys claim gold and Girls sliver at Oceania Champs (Memento vom 3. März 2019 im Internet Archive) (englisch)
2. ↑  Our beach handball team to Argentina 2018 (englisch)
3. ↑  Detaillierte Statistik der Olympischen Jugendspiele (Memento vom 15. Oktober 2018 im Internet Archive) (englisch)
4. ↑  Mitteilung (englisch)
5. ↑  American Samoa Women's Beach Handball Team wins silver in Australia. 14. März 2019, abgerufen am 11. Juli 2021 (englisch).
6. ↑  Beach Handball - Oceania Qualifiers & Aust Champs 2019
7. ↑  C J Sagapolutele Floor Sr. Abgerufen am 15. September 2019.
8. ↑  Lana Perez. Abgerufen am 2. Oktober 2022.
9. ↑  Oceania U16 Beach Handball Championships postponed for second time. 20. April 2020, abgerufen am 15. August 2020 (englisch).

| Personendaten    | Personendaten                                   |
| ---------------- | ----------------------------------------------- |
| NAME             | A'asa, Naomi                                    |
| ALTERNATIVNAMEN  | A'asa, Naomi Matauanaeta (vollständiger Name)   |
| KURZBESCHREIBUNG | amerikanisch-samoanische Beachhandballspielerin |
| GEBURTSDATUM     | 8. Februar 2000                                 |
| GEBURTSORT       | Pago Pago                                       |